# Monjolinho (distrito)
Monjolinho é um distrito do município brasileiro de Ortigueira, no Paraná.
Distrito criado pela Lei nº 2511 de 17 de março de 1928.
Pelo decreto-lei estadual n.º 7573, de 20-10-1938, o distrito de Lajeado Bonito passou a denominar-se Queimadas e extingui-se o distrito de Monjolinho, sendo seu território anexado ao distrito de Queimadas (ex-Lajeado Bonito), no município de Tibagi. Pelo decreto-lei estadual n.º 199, de 30-12-1943, o distrito de Queimadas passou a denominar-se Ortigueira. Sob o mesmo decreto o distrito de Bela Vista passou a denominar-se Natingui. Em divisão territorial datada de 1-7-1950, o distrito de Ortigueira permanece no município de Tibagi. Elevado à categoria de município com a denominação de Ortigueira, pela lei estadual n.º 790, de 14-11-1951, desmembrado de Tibagi. Sede no antigo distrito de Ortigueira. Constituído de 5 distritos: Ortigueira, Barreiro, Lajeado Bonito, Monjolinho e Natingui (ex-Bela Vista) todos distritos, desmembrados do município de Tibagi. O município de Ortigueira foi instalado em 14-10-1952.
De acordo com o Instituto Brasileiro de Geografia e Estatística (IBGE), sua população no ano de 2010 era de 2 043 habitantes.